# Лятно тръшване (1995)
Лятно тръшване (1995) (на английски: SummerSlam) е осмото годишно pay-per-view събитие от поредицата Лятно тръшване, продуцирано от Световната федерация по кеч (WWF). Събитието се провежда на 27 август 1995 г. в Питсбърг, Пенсилвания.

## Обща информация
Основното събитие е за Световната титла в тежка категория на WWF между Дизел и Крал Мейбъл. Дизел запазва титлата, туширайки Мейбъл. Има три мача от ъндъркарда, които имат повече изграждане от другите мачове: Гробаря побеждава Кама в мач с ковчег. Брет Харт побеждава Айзък Янкем чрез дисквалификация. Третият мач, който има значително надграждане, е Шон Майкълс срещу Рейзър Рамон във вражда за Интерконтиненталната титла на WWF. Двамата се изправят в мач със стълби, като Майкълс запазва титлата.
PPV-то получава 0,9 рейтинг, което се равнява на приблизително 205 000 покупки през 1995 г. (1,0 се равнява на приблизително 230 000 жилища на вътрешния пазар през тази година). Въпреки че това е по-голямо от рейтинга на Във вашия дом 2, което се състои предишния месец, е по-малко от Лятно тръшване от 1994 г., което получава 1.3.

## Резултати
| №                                         | Резултати                                                                                      | Правила                                                       | Време |
| ----------------------------------------- | ---------------------------------------------------------------------------------------------- | ------------------------------------------------------------- | ----- |
| 1                                         | Хакуши побеждава 1-2-3 Хлапето                                                                 | Индивидуален мач                                              | 09:27 |
| 2                                         | Хънтър Хърст Хелмсли поб. Боб Холи                                                             | Индивидуален мач                                              | 07:10 |
| 3                                         | Димящите дула (Били Гън и Барт Гън) поб. Братята Блу (Джейкъб Блу и Илай Блу) (с Чичо Зебекия) | Отборен мач                                                   | 06:09 |
| 4                                         | Бари Хоровиц поб. Скип (със Съни)                                                              | Индивидуален мач                                              | 11:21 |
| 5                                         | Берта Фей (с Харви Уипълман) поб. Алъндра Блейзи (ш)                                           | Индивидуален мач за Титлата при жените на WWF                 | 04:14 |
| 6                                         | Гробаря (с Пол Беърър) поб. Кама (с Тед Дибиаси)                                               | Мач с ковчег                                                  | 16:26 |
| 7                                         | Брет Харт поб. Айзък Янкем чрез дисквалификация                                                | Индивидуален мач                                              | 16:07 |
| 8                                         | Шон Майкълс (ш) поб. Рейзър Рамон                                                              | Мач със стълби за Интерконтиненталната титла на WWF           | 25:04 |
| 9                                         | Дизел (ш) поб. Крал Мейбъл (със Сър Мо)                                                        | Индивидуален мач за Световната титла в тежка категория на WWF | 09:14 |
| - (ш) – указва шампиона/шампионите в мача |                                                                                                |                                                               |       |